# 이현선
이현선(1965년 9월 24일 ~ )은 前 한국의 여자 성우다. 1984년 KBS 19기 공채 성우로 데뷔했다.
2007년에서 후두염이 심해져서 성우 활동을 더 이상 하기 힘들어진 탓에 미국으로 이민하면서 실질적으로 활동을 중단하였다.

## 후임
이현선의 2007년에서 은퇴 한 후 역할이 바뀌었다.
- 이용순 - 세나 (태극천자문)
- 양정화 - 모모/하이퍼 블로섬, 브릭 (파워퍼프걸 Z)
- 소연 - 보 핍 (토이 스토리 4)

## 학력
- 서울예술대학교 방송연예학과

## 출연 작품
굵은 글씨는 메인 캐릭터.

### TV 애니메이션
- 검비의 모험 (투니버스) - 구
- 공주님 조심하세요 (애니맥스) - 아다린
- 그레이트 다간 (KBS) - 유혜리
- 꾀돌이 삼총사 (SBS) - 짱이
- 꾸러기 마녀 노노 (투니버스) - 킬러
- 꾸러기 수비대 (KBS) - 새초미 / 사천왕 2호 / 빨간모자
- 느낌표 구조대 (EBS) - 지지
- 디어 브라더 (투니버스) - 이나나
- 디즈니 만화동산 101마리 달마시안 (KBS) - 캐드빅
  - 101마리 달마시안 2 (KBS) - 캐드빅, 닭 2
- 디즈니 만화동산 전사 골리앗 (KBS) - 골리앗의 딸
- 로빈은 사춘기 (EBS) - 안나
- 마법천사 루비 (KBS) - 마리 / 블랙마녀 타미
- 마이씬 자메이카 (투니버스) - 놀리
- 무지개 요정 큐티하니 (SBS)
- 미래전사 오공 (애니맥스) - 미온
- 보리와 짜구 (KBS) - 보리
- 블랙캣 (애니맥스) - 미나츠키 사야, 키리사키 쿄코
- 빛돌이 우주 2만리 (SBS) - 빛돌이
- 사이버 영혼 바스토프레몬 (KBS) - 푸딩
- 소년탐정 김전일 (투니버스) - 하청명
- 슈퍼 K (MBC) - 로미나 공주
- 스트리트 파이터 2 (비디오) - 춘리
- 스피드왕 번개 (SBS) - 신미오
- 신기한 스쿨버스 (EBS) - 도로시 앤
- 십이국기 (애니원) - 나카지마 요코, 여선(16화), 방국 공주 친구(23화), 경국 마부(30화), 경국 주민(32화)
- 야! 러그래츠 (EBS) - 안젤리카
  - 컸다, 러그래츠 (EBS) - 안젤리카
- 엘리의 야생탐험 (EBS) - 데비 손베리
- 영혼기병 라젠카 (MBC) - 리아 공주
- 오스카 음악대 (EBS) - 레베카
- 올림포스 가디언 (SBS) - 프시케, 필로노에 공주(12화)
- 요술공주 밍키 (SBS) - 마녀 브렌다(나중), 하얀 토끼
- 우리는 챔피언 (SBS) - 김준(처음)
- 은비까비의 옛날옛적에 (KBS)
- 이상한 나라의 지니 (EBS) - 지니
- 인형공주 리카 (KBS) - 리카
- 작은 숙녀 링 (KBS) - 소피 몽고메리, 리나 공주
  - 들장미 소녀 린 (SBS) - 세라 러셀, 소피 몽고메리, 리나공주, 앤
- 잠의 요정 나일러스 (EBS) - 데이나
- 정글북 (KBS) - 메슈아
- 지구용사 선가드 (KBS) - 용기의 엄마
- 천방지축 덩크슛 (SBS) - 초롱이
- 천사소녀 네티 (KBS) - 세인트
- 카드캡터 체리 (SBS) - 신지수, 류미호(처음)
- 카툰 네트워크 ~ 실베스터와 트위티 (투니버스) - 트위티
- 태극천자문 (KBS) - 세나 (1화 ~ 19화까지)
- 파워퍼프걸 Z (카툰네트워크) - 모모 / 하이퍼 블로섬, 브릭 (1화 ~ 26화까지)
- 판타스틱 칠드런 (애니맥스) - 소레트
- 포트리스 (SBS) - 푸른바들
- 홈런왕 강속구 (KBS) - 푸른 행성팀 매니저

### 영화 애니 더빙
- 고슴도치 소닉 - 테일
- 동창회 - 유리, 토야
- 성전 - 소마, 사지
- 센트럴 파크의 요정 - 로지
- 신데렐라 - 아나스타샤
- 아랑전설 - 카린
- 요정 크리스타 2 - 버지
- 콤콤보이 와프로만 - 민지
- 테카맨 블레이드 - 아랑

### 극장판 및 영화 애니메이션
- 마지막 유니콘 (SBS) - 유니콘
- 아기돼지 삼형제 (비디오) - 돼지 2
- 벅스 라이프 (비디오) - 아타 공주
- 오린의 대모험 (SBS) - 칼리
- 엘도라도 (극장) - 첼
- 인크레더블 (극장) - 카리
- 토이 스토리 (극장) - 보핍
  - 토이 스토리 2 (극장) - 보핍
- 극장판 카드캡터 사쿠라 (투니버스) - 신지수
  - 극장판 카드캡터 사쿠라 봉인된 카드 (투니버스) - 신지수, 문현아 선생님

### 외주제작 드라마 더빙
- 무적! 파워 레인저 (KBS) - 핑크 레인저 / 킴벌리 (에이미 조 존슨)
- 전격전대 체인지맨 (비디오) - 여왕 헤르메스 (쿠로다 후쿠미)
- 파워 포스 레인저 (SBS) - 슈라 공주
- 파워특공대 (비디오) - 시드

### 외화 드라마 더빙
- 금발머리 사라 (KBS) - 사라 스탠리 (세라 폴리)
- 칠협오의 (SBS) - 소홍
- 판관 포청천 (KBS) - 장소선

### 영화 더빙
- 동방불패 2 (KBS) - 설천심 (왕조현)
- 더티 댄싱 (SBS) - 페니 (신시아 로즈)
- 라이딩 위드 보이즈 (KBS) - 페이 (브리트니 머피)
- 무림지존 (KBS) - 운라 공주
- 사소한 이야기들 (KBS) - 마리아
- 선택받은 사람들 (KBS) - 셰인델 사운더스 (캐테 파인)
- 성룡의 미라클 (KBS) - 양노명 (매염방)
- 시몬 (KBS) - 레이니 (에번 레이철 우드)
- 아내는 스모왕 (SBS)
- 주성치의 성전강호 (SBS)
- 아트 오브 워 (SBS) - 줄리아 (마리 마티코)
- 어바웃 슈미트 (KBS) - 지니 (호프 데이비스)
- 영웅본색 2 (SBS) - 페기(간혜진)
- 와일드 와일드 웨스트 (SBS)
- 요람을 흔드는 손 (KBS)
- 용재변연 (SBS) - 주디(만기문)
- 용적심 (SBS) - 제니 (주보의)
- 용형호제 2 (KBS) - 애다 (정유령)
- 웨딩 플래너 (SBS) - 프랜 (브리짓 윌슨)
- 이연걸의 보디가드 (KBS) - 양청아 (종려제)
- 천녀유혼 3 (KBS) - 소탁 (왕조현)
- 청사 (KBS) - 소청(장만옥)
- 콜리야 (KBS)
- 크로커다일 던디 3 (KBS) - 매티스 (케이틀린 홉킨스)
- 파더스 데이 (SBS) - 캐리(줄리아 루이스 드레이퍼스)
- 폴리스 스토리 4 (SBS) - 애니 (우천쥔)
- 피라미드의 공포 (KBS) - 엘리자베스 (소피 워드)
- F학점 첩보원 (KBS) - 멜리사(신시아 프레스턴)
- 로보캅 3 (KBS) - 마리 래자러스(질 헤네시)
- 도검소 (SBS) - 홍화

### 게임 더빙
- 신세기 에반게리온 : 강철의 걸프렌드 - 아야나미 레이, 키리시마 마나

### CM
- 건전비디오 - 노란 꽃
- 앞산공원 케이블카
- 태평주택
- 오뚜기 스낵면
- 라자가구
- 신한은행
- 오토런너
- 일동제약 아로나민 골드
- 마로니가구
- SK에너지 SK휘발유
- 김정문알로에
- 파파이스
- 대전엑스포과학공원(엄주환)